# 위화랑
위화랑(魏花郞, 생몰년 미상)은 《화랑세기》에만 등장하는 신라의 화랑으로 초대 풍월주를 역임하였다고 한다. 섬신(剡臣)과 벽아부인(碧我夫人)의 아들이며, 비처왕(소지 마립간)의 마복자이다.

## 생애
《화랑세기》에 따르면, 위화는 섬신공과 벽아부인 사이에서 출생하였다. 누이인 벽화(碧花)가 비처왕의 후궁이 되면서 위화도 함께 총애 받았다. 자비 마립간의 외손녀이자 수지공의 누이로, 법흥왕의 후궁 출신인 아내 준실과의 사이에 4대 풍월주 이화랑을 두었고, 비처왕의 정비 선혜왕후의 딸이자 법흥왕의 처제 겸 후궁인 오도부인(吾道)과 사통하여 옥진(玉珍)과 금진(金珍)의 두 딸을 두었다. 이 일로 법흥왕의 총애를 잃었으나 오도부인과의 사이에서 태어난 딸 옥진궁주가 법흥왕의 후궁이 되면서 다시 이찬의 관직에 등용되었다. 법흥왕이 옥진궁주를 무척 총애하여 그 소생인 비대공을 태자로 세우려 하였으나 위화랑이 옥진궁주를 깨우쳐 진흥왕을 태자로 책봉하게 하였다. 진흥왕이 즉위하고 지소태후가 섭정을 할 무렵 처음으로 화랑을 설치하였는데 위화가 우두머리인 풍월주가 되었다. 그러나 얼마 지나지 않아 물러나고, 부제(副第)였던 미진부가 풍월주의 지위를 이었다.

## 가족 관계
친가
- 조부 : 김백흔(白欣)
- 조모 : 조리(助里)
  - 아버지 : 섬신공(剡臣公)
  - 어머니 : 비처왕(毗處王; 炤知王)의 후비 벽아부인(碧我)
    - 부인 : 자비마립간의 외손녀, 법흥왕의 후궁 준실부인 박씨(俊室夫人 朴氏), 화주
      - 아들 : 제 4대 풍월주 이화랑
      - 딸 : 준화낭주(俊華娘主)

    - 부인 : 선혜부인의 딸, 법흥왕의 후궁 오도부인(吾道)
      - 딸 : 법흥왕의 후궁 옥진궁주(玉珍)
        - 손녀 : 진흥왕의 비 사도왕후
        - 손녀 : 미실의 어머니 묘도부인

      - 딸 : 금진낭주(金珍)
        - 손자 : 제 5대 풍월주 사다함 (斯多含)
        - 손자 : 제 7대 풍월주 설원랑 (薛原郞)

    - 부인 : 소지마립간의 후궁, 지증왕의 정비 연제부인 박씨(延帝夫人 朴氏)
    - 누이 : 법흥왕의 후비 벽화부인(碧花)

외가
- 외조부 : 미해(美海)
- 외조모 : 청아(靑我)

## 위화랑이 등장하는 작품
- 《화랑》(KBS2, 2016년~,배우:성동일)

## 같이 보기
- 화랑
- 풍월주
- 화랑세기